# Vietnam van A tot Z

Locatie van Vietnam

## A
Annam - An Giang (provincie) - Áo bà ba - Áo dài - Austronesische talen - Aziatische weg 1

## B
Bac Giang (provincie) -
Bac Kan (provincie) -
Bac Lieu (provincie) -
Bac Ninh (provincie) -
Bắc Sơn -
Bảo Đại -
Bao Thai -
Ba Ria-Vung Tau (provincie) -
Ben Tre (provincie) -
Bergvolk -
Pierre Pigneau de Behaine -
Binh Dinh (provincie) -
Binh Phuoc (provincie) -
Bình Thuận (provincie) -
Bloedbad van Mỹ Lai -
Brug van Cần Thơ

## C
William Calley - Cẩm Mỹ - Canh Hung - Can Tho (gemeente) - Cao Bang (provincie) - Centraal-Vietnam (regio) - Jean-Baptiste de Chaigneau - Cham (volk) - Champa - Lijst van koningen van Champa - Chenla - Chieu Tong - Chinh Hoa - Chu nho - Chu nom - Cochin China - Franse gouverneurs Cochin China

## D
Dak Lak (provincie) -
Dak Nong (provincie) -
Đà Nẵng (gemeente) -
Dien Bien (provincie) -
Districten van Hanoi -
Districten van Ho Chi Minh Stad -
DMZ Vietnam -
Dong (munteenheid) -
Dong Khanh -
Đồng Nai (provincie) -
Đồng Naibrug -
Dong Thap (provincie) -
Duc Duc -
Duong Van Minh -
Duy Tan

## F
Antonio de Faria - Funan

## G
Geschiedenis van de Vietnamezen in Nederland -
Geschiedenis van Vietnam -
Ghềnhbrug -
Gia Long

## H
Ha Giang (provincie) - Hai Duong (provincie) - Hải Phòng - Haiphong (stad) - Ha Long Baai - Ha Nam (provincie) - Hanoi - Hanoi (gemeente) - Ham Nghi - Hà Tây (provincie) - Ha Tinh (provincie) - Hau Giang (provincie) - Hiep Hoa (keizer) - Hmong - Hoa Binh (provincie) - Hồ Chí Minh - Ho Chi Minhstad - Ho Chi Minhstad (gemeente) - Hội An - Hué - Hung Yen (provincie)

## I
Indochina - Franse gouverneurs Indochina - Franse hoge commissarissen Indochina - ISO 3166-2:VN

## K
Kampuchea Krom -
Keizers van Vietnam -
Khải Định -
Khmer Krom -
Khmer (volk) -
Kien Phuoc -
Kim Van Kieu -
Koningscobra

## L
Lan Xang - Long Duc

## M
Malayo-Polynesische talen - Maleisische boomslang - Mangrovenslang - Mekong - Minh Mang - My Lai - Mỹ Tâm - My Son - Mythe van de stichting van Funan

## N
Ngô Bảo Châu - Ngo Dinh Diem - Ngo Dinh Nhu - Nguyen Du - Nguyen Cao Ky - Nguyen Phuoc Chu - Nguyen Familie - Nguyen heersers - Nguyen Phuoc Duong - Nguyen Phuoc Khoat - Nguyen Phuoc Thuan - Nguyen Phuoc Tru - Nguyen Van Thieu - Như Quỳnh - Nón lá - Nón quai thao - Noord-Vietnam - Noord-Vietnam (regio)

## O
Oc-Eo - Orde van de Draak van Annam

## P
Paraceleilanden - Phở - Phố - Phong Nha-Ke Bang - Po Nagar - Prey Nokor - Provincies van Vietnam

## Q
Quang Trung - Quoc ngu

## R
Rạch Cátbrug - Republiek Zuid-Vietnam - Reunification Palace - Alexandre de Rhodes

## S
Saigon - Slag van Dien Bien Phu - Lijst van staatshoofden van Vietnam - Station Hanoi - Station Sài Gòn

## T
Tay Son periode - Tet-offensief - Thai Duc - Thang Long - Thanh Tai - Thieu Tri - Tiến Quân Ca - Tonkin - Trinh Familie - Trinh heersers - Tu Duc

## U
Unie van Indochina

## V
Vietcong -
Vietminh -
Vietnam -
Vietnam Airlines -
Vietnamees -
Vietnamoorlog -
Vinh Huu -
Vinh Khanh -
Vinh Long (provincie) -
Vinh Long (stad) -
Vlinderagame -
Võ Văn Kiệt -
Vovinam

## W
William Westmoreland

## X
Koninkrijk Xhieng Khuang

## Z
Zeekrokodil - Zuidoost-Azië - Zuid-Vietnam - Zuid-Vietnam (regio) - Zwartkopboomslang